# Ротелла, Миммо
Ми́ммо Роте́лла (итал. Mimmo Rotella; 7 октября 1918, Катандзаро — 8 января 2006, Милан) — итальянский художник и поэт второй половины XX — начала XXI века.

## Биография
Миммо Ротелла, сын модистки, родился 7 октября 1918 в небольшом городе Катандзаро в южноитальянской провинции Калабрия. После окончания школы он отправился в Неаполь, где учился в местной Академии изящных искусств.
В 1941 году приехал в Рим и получил должность в Министерстве почт и электросвязи. Затем, с началом Второй мировой войны, с неохотой, служил в чине унтер-офицера в конно-артиллерийском полку.
После войны, живя в Риме, Ротелла посвятил себя живописи. В 1951 году состоялась первая его персональная выставка, на которой он показал абстрактные картины в римской галерее Кьюрацци (Chiurazzi). В 1951—1952 годах на стипендию Фулбрайта Ротелла смог поехать в США и стажироваться в Университете штата Миссури в Канзас-Сити. Здесь была организована вторая его персональная выставка.

## Творческий путь
Вскоре по возвращении из Америки, он (независимо и в одно время с немецким художником Вольфом Фостелем и французами Раймоном Айнсом (англ.) и Жаком Вилегле (англ.)), стал первопроходцем в освоении техники де-коллажа. Метод де-коллажа развивал находки дадаистов и подразумевал особого рода манипуляции с готовыми изображениями (плакатами, афишами, журнальными иллюстрациями).
Художник использовал для этой цели истрёпанные дождём и ветром плакаты, срывая их с афишных тумб, заборов и стен римских домов.
В 1960 году французский критик Пьер Рестани предложил Миммо Ротелла присоединиться к группе Nouveax Réalistes. В группу, помимо Ива Кляйна, Армана и Жана Тэнгли, входили также художники, работавшими с афишным материалом.
Ротелла стал одной из ключевых фигур в авангардном течении «Новый реализм», родственном таким явлениям современного искусства, как Флуксус и Бедное искусство. Известен так же работами в направлении Mec Artа.